# Apeadeiro de Évora-Monte
O Apeadeiro de Évora-Monte, originalmente conhecido como Evora Monte, foi uma gare da Linha de Évora, que servia a localidade de Évora Monte, no distrito de Évora, em Portugal.

## História

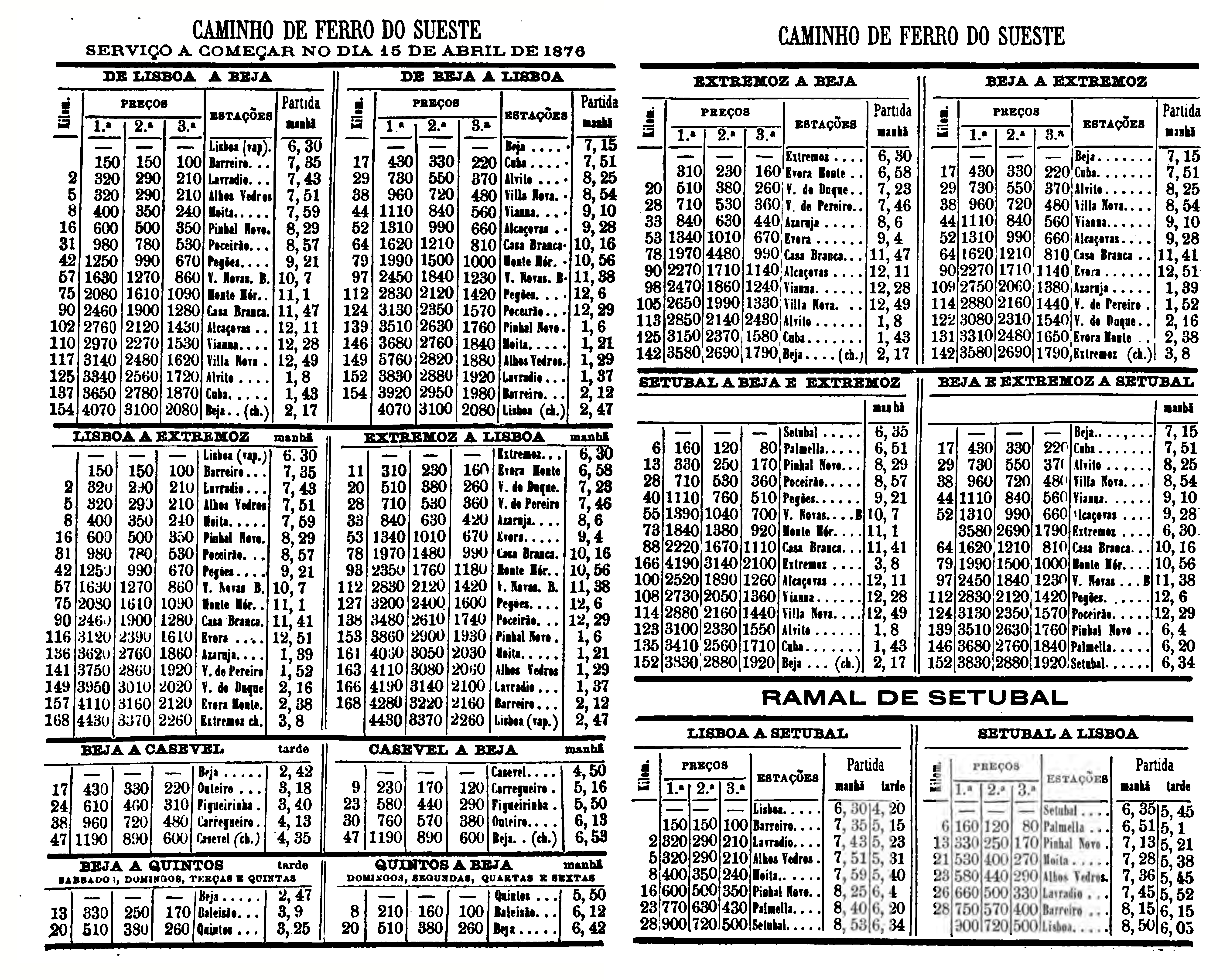
Horário de 1876 da rede ferroviária do Alentejo. Esta gare aparece com o nome de Evora Monte

Esta interface situa-se no lanço da Linha de Évora entre Vimieiro e a estação original de Estremoz, que abriu à exploração no dia 22 de Dezembro de 1873.
Em 1 de Janeiro de 1990, deixaram de ser feitos os serviços de passageiros entre Évora e Estremoz, tendo permanecido os serviços de mercadorias até ao término da exploração, em 2009, e em 2011 este lanço foi oficialmente desclassificado.